# 関西私鉄の電力供給事業

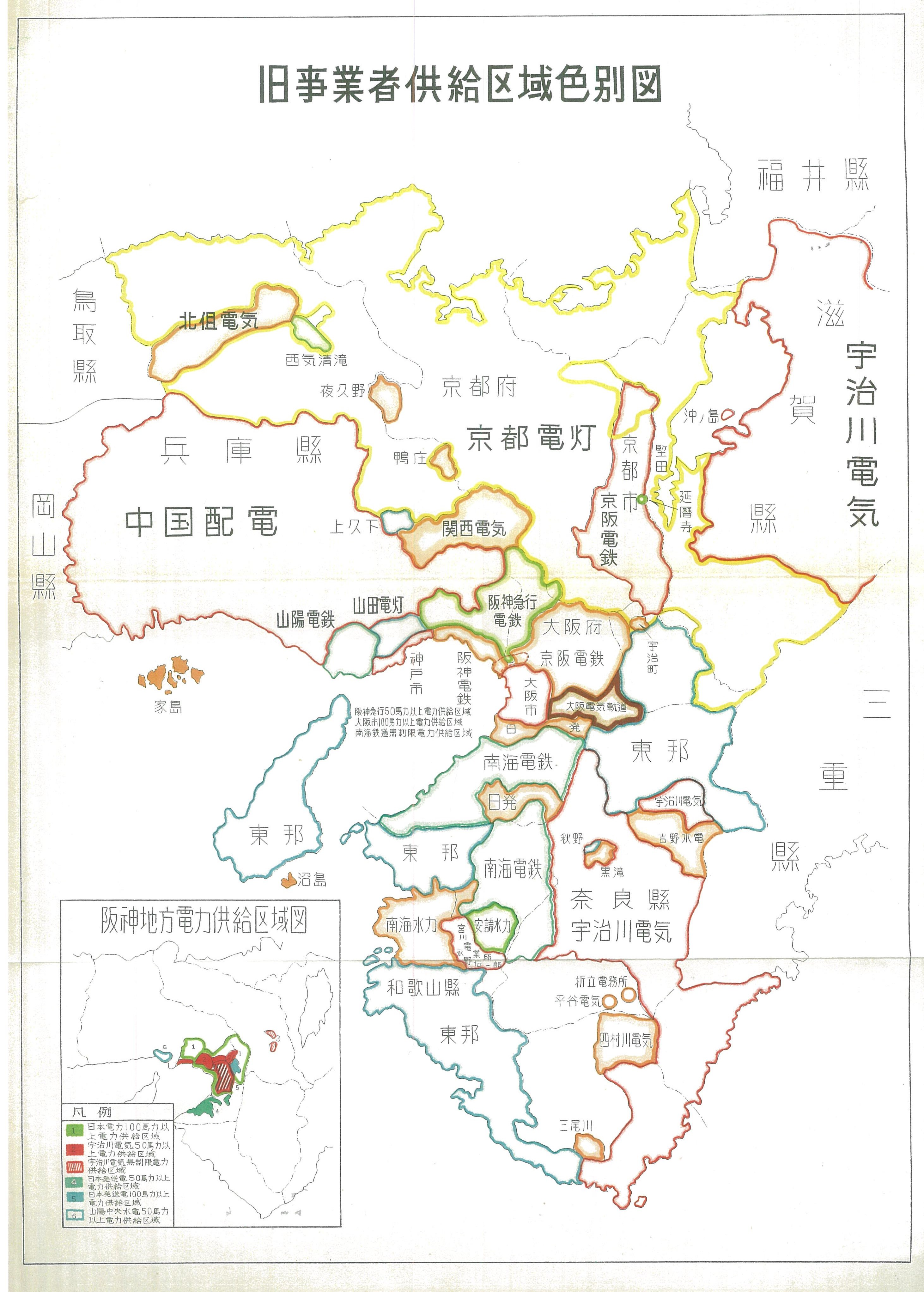
昭和17年の近畿地方の電力供給会社のエリア図、関西配電社史より

関西私鉄の電力供給事業（かんさいしてつのでんりょくきょうきゅうじぎょう）では関西の私鉄のうち、戦前に「電気供給部門」（民家や工場向けに配電業務を行っていた部門）を設けていた京阪電気鉄道、阪神電気鉄道、南海鉄道、阪神急行電鉄（現・阪急電鉄）、大阪電気軌道（後の近畿日本鉄道）各社の電気供給事業について、明治末期の創業から、1942年（昭和17年）4月1日の「関西配電株式会社」（この会社が戦後関西電力の元になる）の設立により全社の電気供給事業が終了するまでを解説する。なお文中では、電力会社名は東京電燈や大阪電燈のように燈の字を用い、一般名詞の電灯と区別する。また必要に応じ照明用の電力供給を電灯、工業用の電力供給を電力と表記する。

## 当時の日本の電力の状況
1870年代に欧米で水力発電や火力発電が実用化され、1879年にトーマス・エジソンが白熱電球を完成し、1880年代に実用的な交流発電機と交流モーターが発明された。

### 明治
1887年（明治20年）東京電燈が日本橋に直流の火力発電所を設置し電力供給事業を始め、引き続き神戸電燈が1888年（明治21年）、京都電燈と大阪電燈が1889年（明治22年）に営業を開始した。1895年（明治28年）に東京電燈はそれまで市内にいくつかあった小規模な発電所を浅草の火力発電所に集約し三相交流50ヘルツの発電機を設置し、2年後に大阪電燈が三相交流60ヘルツの発電を始めて、現在に至る東西の電力周波数はこの時から始まった。
当初は長距離の送電は行われておらず、大都市で使用する電力は消費地である都市内に建設された火力発電所に頼る場合が多かった。やがて日露戦争（1904年 - 1905年）後に山間部の水力発電所から都市へ電力を供給する例が増えてゆく。すなわち1908年（明治41年）に東京電燈が山梨県の桂川に設けた水力発電所から東京市内に送電し、1911年（明治44年）には木曽川発電所から名古屋市内への送電が始まり、都市部の電気も発電単価の安い水力発電への移行が進んだ。
当時の電気料金は現在のような電力使用量に応じた金額ではなく、電灯1個当たりの月間使用料を支払うという設定であった。例えば10燭光の電灯を終夜使用する場合の月間使用料は、明治38年では東京電燈が2円で大阪電燈が1円、明治41年に営業を開始した阪神電鉄においては1円40銭という金額であった。この料金は当時の阪神電鉄の運転士や車掌の月給が15円から20円であったのに対しかなりの高額である。

### 大正
明治期の電力の使用先は各電力会社の名称にあるように電灯照明の使用がメインであった。明治の電球はエジソンが発明した炭素繊維電球であったが、1912年（明治45年）1月に東京電燈が耐久性と効率に優れたタングステン電球を初めて採用し、大正に入ると他の電力会社もタングステン電球に切り替えてゆき、1907年（明治40年）は2%しかなかった電灯の普及率は1912年（大正元年）には15.7%、1920年（大正9年）には57.9%と急増した。明治期の工場の動力は各工場に設置された石炭ボイラーによる蒸気機関を使用していた。しかし山岳部にある大規模な水力発電所から都市へ安価で安定した電力が供給されるようになると、動力源として電気モーターの使用が急増し、1917年（大正6年）には工場の動力源は電力が蒸気を上回るようになった。さらに第一次世界大戦（1914年〈大正3年〉から1918年〈大正7年〉まで）では戦場となったヨーロッパからの工業製品の輸入が途絶えた影響で日本の工業化が一気に進み、電気の需要は急拡大した。後述するように関西の各私鉄の電力供給事業もこの時期に大幅に拡大される。

### 昭和
1929年（昭和4年）にアメリカで起こった株の大暴落ブラックチューズデーを引き金に世界中が不況（世界恐慌）となった。日本の電力需要も急減し電力が過剰となって、電力会社間での競争が厳しくなった。電力会社間の過激な競争は1932年（昭和7年）4月に当時の5大電力会社がカルテル組織の電力連盟を結成して終焉を迎えた。しかし1937年（昭和12年）に日中戦争が始まり戦時体制が強化されてゆくにつれて国家による電力の統制が強力に推し進められるようになる。まず1937年に策定された「電力国策要綱」に基づき1939年（昭和14年）4月に「日本発送電株式会社」が設置され、電力会社が有する一定限度以上の発電設備などを全てこの会社に現物出資させて、運用は政府が管理するようになった。さらに1942年（昭和17年）には国家総動員法にもとづく「配電統制令」によって各地方に創設された「配電会社」に、全ての電力供給設備と人員が移管され、電力が国家によって一元管理される状態となった。

## 京都の路面電車から始まった日本の電気鉄道
1890年（明治23年）、上野公園で開催された第三回内国勧業博覧会で、東京電燈がアメリカから輸入したスプレーグ式電車2台を運転して観客を試乗させた。これが日本で最初に電車が走った端緒である。1891年（明治24年）に京都市の蹴上で琵琶湖疏水を使った水力発電所が完成し、この発電所の電気を使って京都電気鉄道が1895年（明治28年）に日本最初の営業用の路面電車を走らせた。次の路面電車の開通は1898年（明治31年）で、名古屋電気鉄道（名古屋市電および名古屋鉄道の源流）が名古屋駅前から県庁前までを開通させた。この時は電力は自社で100kW直流発電機2基を有する火力発電所を設置して開業した。

## 初期に電力小売り事業に進出した私鉄
電鉄会社で最初に電灯電力を一般に供給したのは小田原電気鉄道で、鉄道の開通と同じ年の1900年（明治33年）5月に自社の水力発電所からの電気を使って電力小売りの営業を開始し、翌年8月に大師電気鉄道から社名を変更した京浜電気鉄道（のちの京浜急行）が地元の商店街の要望に応じて自社の火力発電所から電灯電力の供給を始めた。首都圏以外では岐阜県の岩村電気軌道（後に名古屋鉄道に併合）が自社の有する水力発電を使って1906年（明治39年）に12.6kmの電気軌道を開通させ、翌年余剰電力で電灯事業（電力小売り）の営業を開始した。

## 関西私鉄の電力供給事業の概況
関西の私鉄が開業した明治末から大正の初め頃は現在のような有力な電力会社は存在せず、鉄道のように大電力が必要な場合は自社で発電所を作らなければならなかった。多くの電鉄会社がその発電所の余力を使って、鉄道開通とほぼ同じ時期に一般家庭に電灯用の電力を供給する事業にも進出した。第二次世界大戦が始まるまでの電気鉄道会社は、鉄道事業と同時に鉄道沿線地域の電灯電力事業を兼営する事が多かった。あるいは逆に電力会社が余剰電力を使って鉄道（路面電車）を運営するパターンもあった。1912年（大正元年）当時のデータでは　各地の電力会社が余剰電力を利用して鉄道を経営しており、利根発電が9.1マイル、高崎水力電気が12.8マイル、和歌山水力電気が7.5マイル、広島水力電気が2.1マイル、九州水力電気が4.2マイルの鉄道を運営していた。

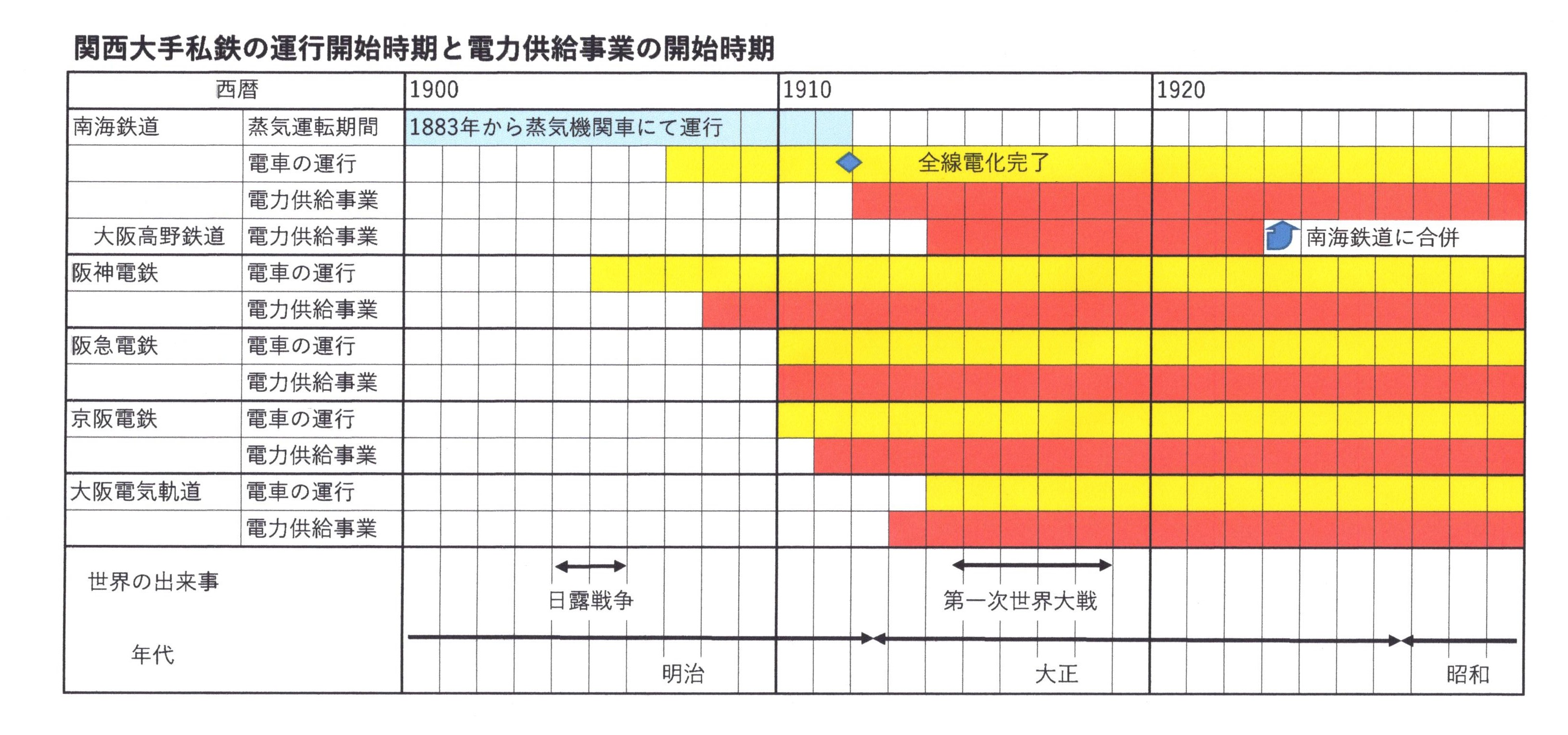
関西大手私鉄の運行開始時期と電力供給事業の開始時期

関西私鉄の電力供給の開始時期は、まず阪神電気鉄道が運転開始（1905年）3年後の1908年（明治41年）に阪神間へ供給を開始し、続いて阪急電鉄（当時は箕面有馬電気軌道）が開業と同じ年の1910年（明治43年）、阪急電鉄と同じ年に運転を開始した京阪電気鉄道が翌1911年（明治44年）に電灯電力供給を開始した。1885年（明治18年）から蒸気機関車で運転していた南海鉄道は、1907年（明治40年）に難波 - 浜寺公園間の電化を済ませていた。ただ、逓信省の許可を得て電灯電力供給を開始したのは1912年（大正元年）であった。生駒トンネルの難工事で開業が遅れていた大阪電気軌道は鉄道開通の前年の1913年（大正2年）に電力供給事業を始めた。各社の電力事業の開始時期は右の図に見られるように短期間に集中している。この時期は日露戦争終結後の好景気時期に当たり、また当時大阪・京都・神戸の市街を除けば電灯電力を供給する電力会社の供給網は発達していなかったため、電鉄各社の募集に対して多くの供給要望があって電気供給事業は順調に滑り出した。各社の電気供給事業が出そろった1914年の電灯電力事業の収入と全収入に対する割合を下表に示す。大正15年下期（1926年 - 1927年）の関西私鉄各社の総収入に対する電力収入の比率は各社の事情によって大きく異なり、京阪50.2%、阪神36.9%、阪急28.5%、南海25.7%、大軌17.6%であった。
| 1914年             | 阪神電鉄 | 箕面有馬 | 京阪電鉄 | 南海鉄道 | 大阪電気軌道 |
| ------------------ | -------- | -------- | -------- | -------- | ------------ |
| 電気事業収入（円） | 293,824  | 101,777  | 221,176  | 128,575  | 67,350       |
| 全収入に対する比率 | 19.2%    | 15.4%    | 15.4%    | 7.7%     | 11.8%        |

その後各社の電気供給事業は時を追って成長し、阪急電鉄・京阪電鉄・南海鉄道は沿線地域の小規模な電力会社を吸収して営業範囲を広げた。各社とも電力需要が増加するにつれ自社の発電所だけでは賄えなくなり、安価な外部電力を購入するようになり、創設時に設置した自社の古い発電所は撤去していった。その後阪神・阪急・南海は自社の沿線に比較的規模の大きな火力発電所を新設したが、その後も外部からの電力購入も行っていた。下の表は1938年（昭和13年）末の各社の受発電能力を比較したものだが、阪急電鉄が設置した20,000kWの今津発電所は別会社に移管したためこの表の発電能力にはカウントされていない。
| 1938年末       | 阪神電鉄 | 阪急電鉄 | 京阪電鉄 | 南海鉄道 | 大阪電気軌道 |
| -------------- | -------- | -------- | -------- | -------- | ------------ |
| 発電力（kW）   | 19,689   | 340      | 160      | 21,400   | 0            |
| 受電能力（kW） | 35,000   | 42,300   | 33,100   | 39,500   | 20,500       |

私鉄の電力供給事業は戦時下の国家による電力統制により終わりを告げる。まず1938年（昭和13年）に制定された電力管理法によって1939年（昭和14年）4月1日に「日本発送電株式会社」が設立され、各社の主力発電所がこの会社に出資された。下に1940年度の各社の電気事業収入と利益、全社利益に対する電気事業の比率を示す。当時各社とも電気事業が有力な収入源であり利益源であった。
| 1940年                           | 阪神電鉄 | 阪急電鉄 | 京阪電鉄 | 南海鉄道 | 大阪電気軌道 |
| -------------------------------- | -------- | -------- | -------- | -------- | ------------ |
| 電気事業収入（万円）             | 798      | 558      | 612      | 714      | 338          |
| 電気事業からの利益（万円）       | 420      | 220      | 254      | 281      | 172          |
| 総利益に対する電気事業利益の比率 | 59.7%    | 25.7%    | 47.2%    | 46.4%    | 38.2%        |

さらに統制は配電にも及び、関西では政府の命令により私鉄5社を含む14社が出資して1942年（昭和17年）4月1日に「関西配電株式会社」（後に関西電力の元となる会社）が設立された。14社の内訳は、設立母体が宇治川電気と南海水力電気、大阪市（大阪電燈の事業を継承）・京都市・神戸市（神戸電燈の事業を継承）の3市、京阪・阪急・阪神・南海・関西急行鉄道（元の大阪電気軌道、後の近鉄）の私鉄5社、京都電燈・日本発送電・日本電力・東邦電力の4電力会社であった。各社が持っていた電気供給事業と従業員は関西配電に引き継がれ、関西の大手私鉄による電力供給事業は終了した。事業の引継ぎに際し、各社が保有していた「資産」とそれに関連する「負債」が関西送電に引き継がれ、その差額に相当する金額が関西送電の株券で各社に支払われた。
| 単位（円）   | 評価額      | 承継負債    | 差引決済額  | 株式交付額  | 各社の比率 |
| ------------ | ----------- | ----------- | ----------- | ----------- | ---------- |
| 阪神電鉄     | 35,205,360  | 10,985,588  | 24,219,772  | 20,122,400  | 4.1%       |
| 阪急電鉄     | 21,369,664  | 7,668,216   | 13,701,448  | 11,954,800  | 2.4%       |
| 京阪電鉄     | 29,944,656  | 7,239,521   | 22,705,135  | 20,908,000  | 4.2%       |
| 関西急行鉄道 | 14,107,317  | 4,220,486   | 9,886,831   | 9,041,200   | 1.8%       |
| 南海鉄道     | 21,641,436  | 6,591,869   | 15,049,567  | 14,328,250  | 2.9%       |
| 大阪市       | 176,662,543 | 4,152,371   | 172,510,172 | 165,567,800 | 33.3%      |
| 神戸市       | 66,822,755  | 953,239     | 63,279,600  | 63,279,600  | 12.7%      |
| 京都市       | 29,546,847  | 635,435     | 28,911,412  | 27,169,700  | 5.5%       |
| 京都電燈     | 76,142,248  | 44,439,983  | 31,724,265  | 28,733,250  | 5.8%       |
| 日本発送電   | 25,320,664  | 25,156,962  | 163,702     | 0           | 0          |
| 日本電力     | 30,282,597  | 6,088,301   | 24,194,296  | 18,955,100  | 3.8%       |
| 宇治川電気   | 253,074,055 | 137,722,508 | 115,351,547 | 111,150,000 | 22.4%      |
| 東邦電力     | 34,447,063  | 30,916,925  | 3,560,138   | 645,750     | 0.1%       |
| 南海水力     | 6,271,794   | 1,185,402   | 5,086,392   | 4,900,000   | 1.0%       |

大阪市・神戸市と京都市は各市の「電気局」が市内への電気供給を担当するとともに、おのおの大阪市電と大阪市営地下鉄、神戸市電、京都市電を運行していたが、このとき各私鉄と同様に電気供給部門を関西配電に出資した。なお　1942年4月の関西配電設立に際し電力供給事業を出資した14社は電力供給施設の固定資産額が500万円以上の企業であった。翌1943年（昭和18年）7月1日にこの14社以外の小規模企業の事業も関西配電に統合された。その中には明石市周辺に供給エリアを持っていた山陽電気鉄道も含まれる。
以下　各私鉄の状況について電力供給事業を開始した順に解説する。

## 阪神電気鉄道

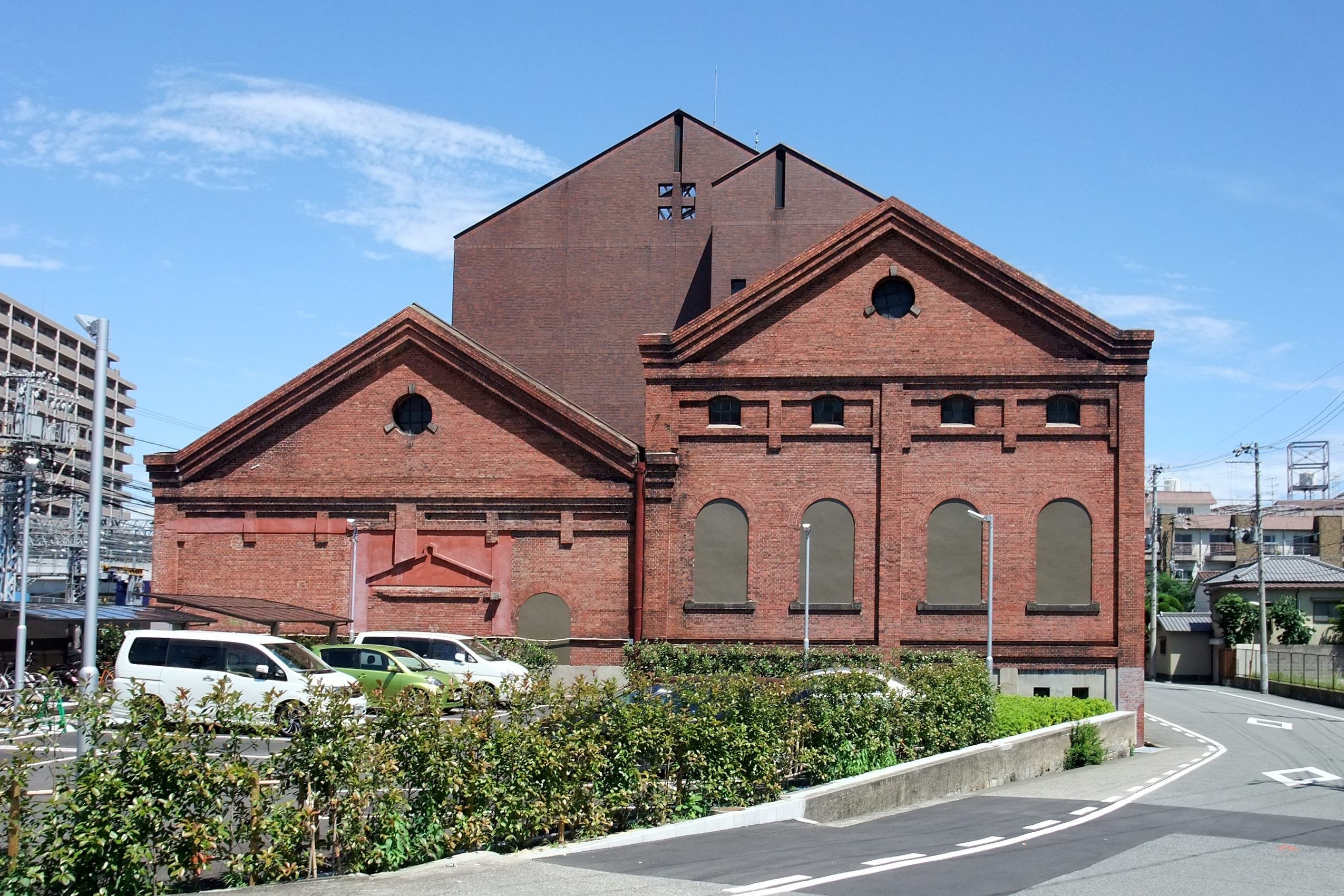
尼崎駅南側にある旧尼崎発電所の建物

阪神電気鉄道株式会社は1905年（明治38年）4月12日に大阪・神戸間の運転を開始したが、その電車の運転用に御影と尼崎に同一能力の発電所を建設した。両発電所は400kWの直流発電機を各2基備えていたが1基は予備であった。阪神電鉄は開通した年に沿線の電力需要を調査し、路線両端の大阪と神戸の市街は既に別会社が電灯電力供給をおこなっていたので、中間の3町16村、即ち沿線の稗島村（当時稗島駅・現在姫島駅の周辺）から西灘村（大石駅周辺）までを対象として1908年（明治41年）10月から電灯電力供給事業を開始した。

### 開業時の発電所の内容
開業時の電車運転用の発電所は、第一発電所が御影、第二発電所が尼崎に設置され、両者の設備は同一であった。
設置された発電機は蒸気機関車と同様に、石炭ボイラーで作った蒸気のエネルギーを蒸気機械に送ってピストンとクランクで回転運動に変換し、発電するものであった（いわゆるレシプロ式）。
発電所1基当たりの設備
- ボイラー　パブコック・ウイルコックス社製　水管式　4台
- 蒸気機械　マッキントッシュ・シーモア社製　600馬力　横置式　2台
- 発電機　　ゼネラルエレクトリック社製　600ボルト　直流複巻400kW　2台
- 稼働期間　1905年（明治38年）4月　から　1919年（大正8年）　まで

電力供給の営業を開始すると会社の予想を上回る量の電灯電力の申し込みがあったため、急遽発電所の増強工事行い、明治末年までに御影と尼崎の発電能力は開通当初の2倍以上の1800kWまで増加した。当時この発電能力には余裕があったため、大阪電燈と神戸電燈へ電力を供給する契約をおこなっている。

### 配電事業の発展
1914年（大正3年）からは電灯用の他に工場動力用の電力の供給を開始した。当時は第一次世界大戦中の好景気で沿線の工業化が急激に進んでいたころで、電力需要が一気に増大した。
|                      | 電灯+電力の総収入（円） | 電灯用電力の比率 | 動力用電力の比率 | その他 |
| -------------------- | ----------------------- | ---------------- | ---------------- | ------ |
| 大正5年9月末（半期） | 209,597                 | 81.5%            | 16.7%            | 1.8%   |
| 大正6年9月末（半期） | 331,527                 | 61.2%            | 34.5%            | 4.3%   |
| 大正7年9月末（半期） | 1,019,777               | 24.6%            | 72.5%            | 2.9%   |

急な電力需要の増加に対して1916年（大正5年）には今まで電力を供給していた大阪電燈から電力を購入するようになった。大阪電燈からの電力コストが自社発電所より安価であったため、1919年（大正8年）には旧式で効率の低い尼崎発電所を廃止し御影発電所を休止した。
しかし大阪電燈からの給電は不安定でしばしば停電が発生し、電車の運転休止のみならず顧客工場の休業も多発した。これに対して阪神電鉄は新たに尼崎の東浜に大規模な新発電所を建設、1921年（大正10年）6月に4200kW、第2期工事が終わった1922年（大正11年）5月には8400kWの発電能力を持つに至った。なお増加する電力需要に対し、自社発電所だけでなく大同電力（1924年から）や宇治川電気（1926年から）という大電力会社からの電力購入の契約もおこなっている。東浜発電所はその後も発電能力を増強し、1937年（昭和12年）には19,600kWの発電能力を持つに至った。
阪神電鉄の沿線は大正期に工業化が進み電力需要が大きく膨らんで電灯電力事業の収入が増え、大正中期には全社の収入の40%に達しており、阪神電鉄が他社に比べて鉄道事業の拡張に消極的であったのもこの大きくて安定した収入があったためという見方がある。しかし1920年（大正9年）から始まる不況時代には工業用の電力収入が半分以下に落ち込んだため、電灯以外の家庭用の電力使用を増やすために電気扇風機・井戸揚水ポンプ・電気ストーブ・炊事用電熱器の販売にも注力する。

### 電力供給事業エリアの縮小と事業の終了
阪神電鉄は創業以来阪神間を電力供給エリアとして営業していたが、1929年（昭和4年）に当時神戸市の東隣にあって阪神電鉄の電力供給エリア内であった西郷町、六甲村、西灘村　の3町村が灘区となって神戸市に合併された。当時神戸市内全域を供給エリアとしていた神戸市の電気料金に比べて阪神電鉄の料金が割高だったため、市内の電気料金の統一を望んでいた神戸市と協議の上、1936年（昭和11年）7月に該当エリアの電力供給事業を神戸市に引き継いだ。
1937年（昭和12年）に日中戦争が始まると国家による電力統制の動きが強まり1938年（昭和13年）に電力管理法が制定された。この法案に従って1939年（昭和14年）4月1日に設立された「日本発送電株式会社」に、当時19,600kWの発電能力を有していた東浜発電所を出資し、この日以後電力を日本発送電株式会社から購入することとなった。この時点で阪神電鉄は主力発電所を失ったものの、阪神間の電力供給網は保持しており配電事業を継続していたが、第二次世界大戦が始まると配電も国家の統制を受けるようになる。阪神電鉄を含む14の会社が出資して1942年（昭和17年）4月1日に「関西配電株式会社」が設立され、阪神電鉄が持っていた電気供給事業と従業員634名が関西配電に引き継がれて、事業は終了した。
阪神が関西配電に出資した資産の金額は阪神側の見積もりでは約3000万円であり、これに対し額面50円の関西配電の株式40万2448株と現金278万円の交付を受けた。

### 配電エリア
阪神電鉄が電気を供給したエリアは、鉄道沿線の下記の領域であった。現在の大阪市西部、尼崎市の大部分、西宮市の南部、芦屋市、神戸市の東部に当たるが、下記の各町村名は大正3年当時のもの。
- 大阪府　歌島村、稗島村、福村、千船村、川北村
- 兵庫県　尼崎町、西宮町、魚崎町、御影町、西郷町、立花村、小田村、武庫村、大庄村、鳴尾村、今津村、大社村、精道村、本山村、本庄村、住吉村、六甲村、西灘村

上記のように西郷町、西灘村、六甲村は、1929年に灘区となり、電気供給は1936年に阪神電鉄から神戸市に移行した。

## 阪神急行電鉄
阪急電鉄株式会社は1910年（明治43年）3月10日箕面有馬電気軌道として路線を開業し、その後1918年に阪神急行電鉄と改称している。開業当時新淀川以北に電力を供給する電力会社はなく村々は石油ランプだけの生活であったので、開業の年の7月2日には沿線への電灯電力の供給を開始した。電車の開業にあたって自社で三国発電所を建設し1000kW25ヘルツの火力発電機を2台設置した。

### 開業時の発電所の内容
阪急は三国に火力発電所を置き、開業の3月10日の電力供給は三国発電所から直接給電したが、3月26日には池田に変電所を設置し池田からも電車用の給電を開始した。
- 発電機　ゼネラルエレクトリック社製　370ボルト　25ヘルツ　1000kW　2台
- 電車線用回転変流器　600ボルト　400kW 2台
- 変電所送電用変圧器　出力電圧11,000ボルト
- 稼働期間　1910年（明治43年）3月　から[注釈 17]

### 配電事業の発展
箕面有馬電気軌道が電気を供給するエリアは十三以北の沿線地区であり、1912年（明治45年）に将来軌道を敷設する予定の有馬郡の有馬電気株式会社を合併、1921年（大正10年）に池田・伊丹・宝塚方面を供給エリアとする猪名川水力電気株式会社を合併し、電力供給エリアを拡大していった。この間1915年（大正5年）には、大阪電燈からの受電の開始に際し、電灯供給も25ヘルツから60ヘルツに変更した。1920年（大正9年）の神戸線と伊丹線の開業に際し、神崎川と西宮と六甲に変電所を設置し、宇治川電気から電力供給を受けた。1922年（大正11年）4月に10,000kWの火力発電機2台を有する今津発電所を西宮市に建設したが、同年8月にこの発電所を宇治川電気との共同火力とするため今津発電株式会社を設置して阪急電鉄から分離した。この発電所で作られた電力は電車の運転以外に今津の変電所を通じて電灯電力の供給にも使われた。なお1936年（昭和11年）三宮乗り入れの際に新設した神戸変電所の電力は神戸市から購入している。

### 電力供給事業の終了
開業以来順調に拡大していった阪急の電力事業だが、戦争の影響により阪神電鉄と同じ経緯で終了する。まず1939年に今津発電株式会社を日本発送電株式会社に移譲し、1942年4月に猪名川水系の小規模な水力発電所を含む関連設備と人員406名が関西配電株式会社に引き継がれた。

### 配電エリア
阪急電鉄の電力供給エリアは宝塚線と箕面線沿線の大阪府西成郡神津村（現在の十三付近）と大阪府豊能郡、兵庫県川辺郡（現在の豊中市、池田市、箕面市、伊丹市、宝塚市を含む領域）、有馬電気会社が持っていた三田町、有馬町、山口村とその周辺。
また1921年（大正10年）から阪神間に大口電力の供給を開始し、ライバルの阪神電鉄が独占していた地域に、阪急の電力供給エリアが浸透していった。当時停電が頻発して困窮していた阪神間の大口顧客に歓迎されたとされる。さらに阪神電鉄のエリア内で阪急電鉄が開発した岡本、甲東園、仁川の住宅地については阪急電鉄からの小口電気供給が認められた。

## 京阪電気鉄道
京阪電気鉄道株式会社の大阪（天満橋） - 京都（五条）間は箕面有馬電軌開通の約1か月後の1910年（明治43年）4月15日に開業した。電鉄開業用に毛馬に1700kWの発電能力を持つ火力発電所を設置し、その能力を使って開業の翌年の1911年（明治44年）から香里・守口・枚方などの沿線地域への電力供給事業を開始し、その後エリアを拡大していった。。

### 電力供給事業への積極的な投資
京阪電鉄沿線の電力への要望は旺盛で、会社はこの事業への拡大策を打ち出した。1912年（大正元年）に淀川の対岸の高槻から千里、豊能郡に供給エリアを持っていた摂津電気株式会社の買収に着手、電源対策として同年中に1500kWの発電機2基を購入し毛馬発電所に設置した。1919年（大正8年）淀川右岸に発電所（160KW）と電力供給エリアを有する安威川水力電気を買収した。さらに第一次大戦の影響で増大する工業生産に対してひっ迫している電力を賄うため中部地方の水力に目をつけ、1919年に木曽川と矢作川の水力開発を目指していた木曾電気興業株式会社と折半出資した大阪送電株式会社を設立した。大阪送電は1921年（大正10年）に北陸の日本水力株式会社と親会社の木曽電気興業と合併して、大同電力となった。1922年（大正11年）には和歌山県に発電所を持ち、地域への電灯電力供給と14.2kmの電気鉄道事業を有する和歌山水力電気を合併し、営業エリアを和歌山県まで拡大した。1926年（大正15年）には同じ和歌山県の日高川水力電気も合併した。

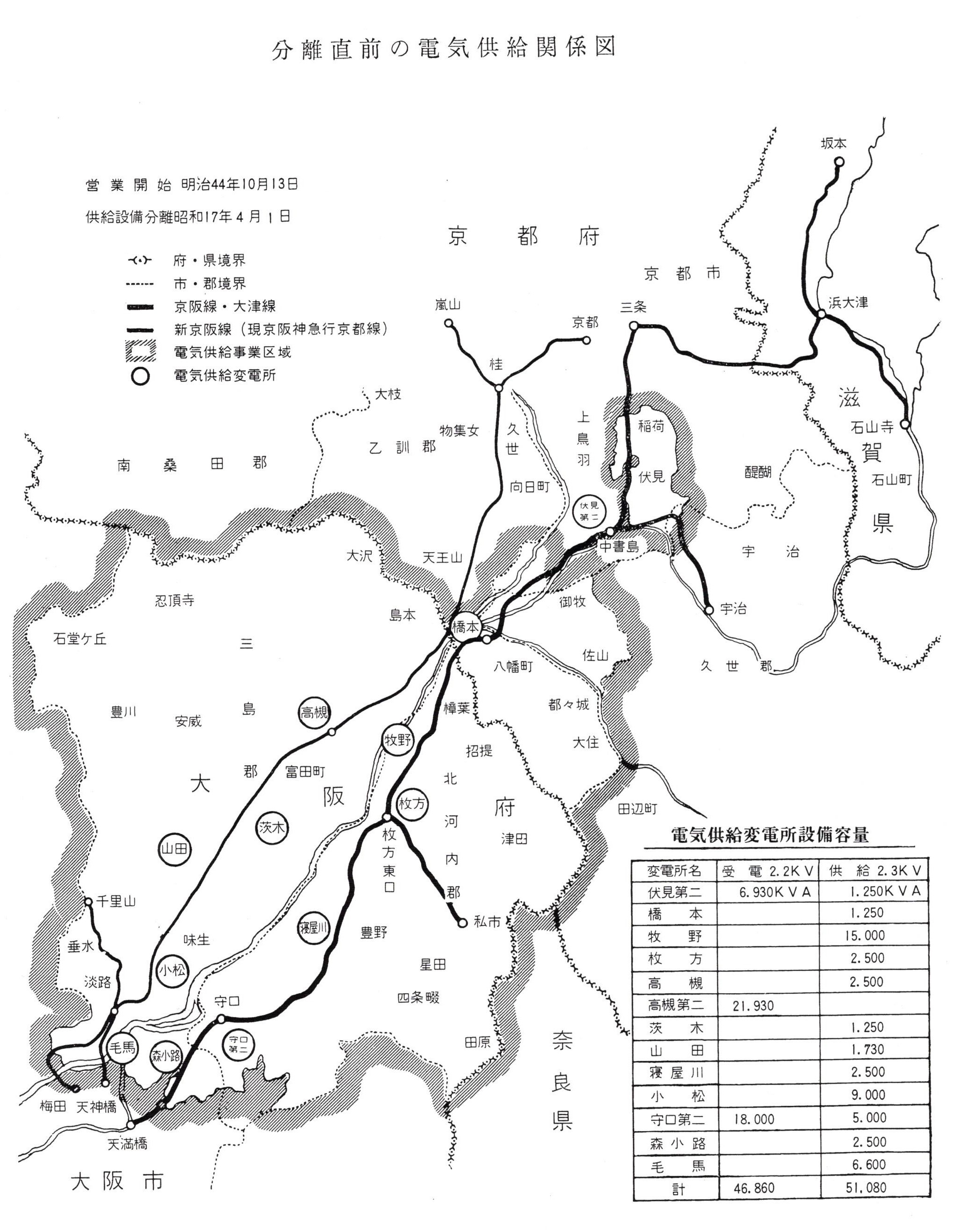
昭和17年に京阪電鉄が電力を供給していたエリア

### 電力供給事業の縮小と終了
京阪電鉄の各事業は積極的な投資を続けて拡大していたが、大正末から昭和初期の不況下では1億円に達する借入金（関連会社の新京阪鉄道の借り入れ金を含む）が経営の重荷となった。その対策の一環として1930年（昭和5年）に　営業上は順調であった和歌山地区の事業を、三重県を中心に近畿や四国まで営業権を広げていた三重合同電気に3,650万円で譲渡した上で、新京阪鉄道と合弁した。1939年の日本発送電の設立に際しては自社で大規模な発電施設を持っていなかったので影響はなかったが、1942年の関西配電株式会社の設立に際し電力供給施設の供出と人員511名を移籍して電力供給事業は終了した。
京阪が関西配電に出資した施設の評価額は2720万円であり、関西配電が引き継ぐ当事業の負債630万円との差額2090万円に対し、同額の関西配電の額面50円株式が交付された。また1941年下期（半期）の全収入1261万円のうち31.5%の397万円が電気供給事業から得られており、京阪にとっては大きな痛手であった。

### 配電エリア
京阪電鉄が電力を供給していたエリアは、右図のように淀川両岸の京阪本線沿いと新京阪線の沿線。先行する電力会社が存在していた大阪市内や京都市内とその近辺は線路周辺でも給電できなかった。

## 南海鉄道
現存私鉄の中で最も歴史のある南海電気鉄道株式会社は、開業当初は単線で蒸気機関車で運行されており、1944年6月に関西急行鉄道との合併によって近畿日本鉄道となるまでは南海鉄道株式会社と称していた。南海鉄道の前史である阪堺鉄道が1885年（明治18年）に難波駅を起点に開業する。南海本線の線路は1897年（明治30年）10月1日の堺 - 佐野（現在の泉佐野駅）間の開業に始まり、阪堺鉄道が設置した難波 - 堺間の837mm軌間の1067mmへの改軌工事が1897年12月14日に完了、翌年9月30日に阪堺鉄道が解散して資産が南海鉄道に移譲された。順次南へ線路を延長して1898年（明治31年）10月22日に和歌山北口に達した。

### 鉄道の電化と電力供給事業への進出

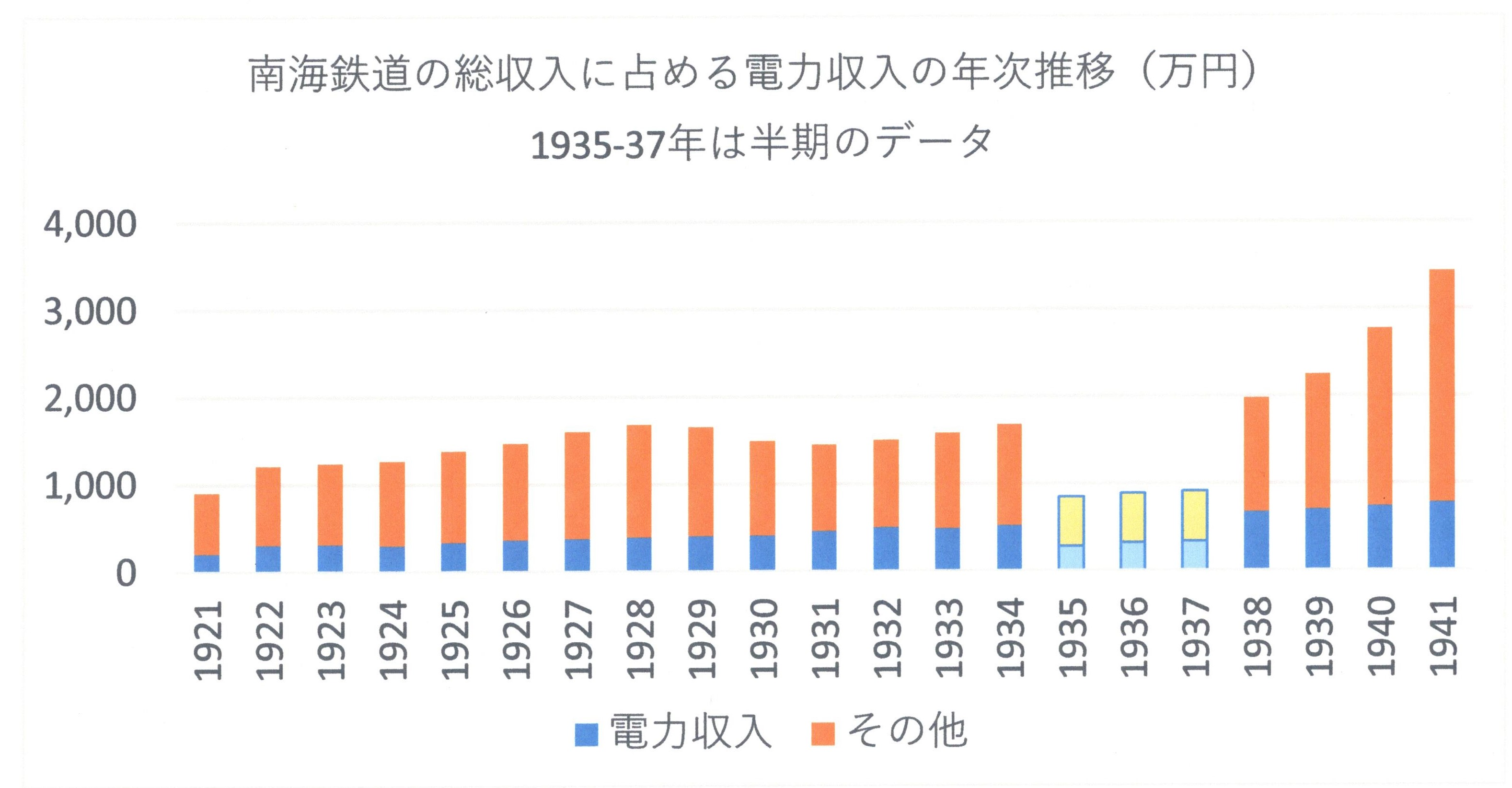
戦前の南海鉄道の収入の中で電力が占める様子。1929年から世界恐慌が始まっている。

1904年（明治37年）に関東の甲武鉄道が蒸気機関車から電車へ転換し、翌年には関西でも阪神電鉄が運転を始めたのを受け、南海鉄道も路線の電化と複線化を開始する。電化に必要な電力は住之江に出力500KWの発電機2基を有する（うち1基は予備）発電所を建設して、1907年（明治40年）8月21日に難波-浜寺公園間の電化が完成した。その後電化区間は高石・貝塚と伸びて行き1911年（明治44年）11月21日に和歌山市駅まで全線の電化が完了した。全線電化に合わせて住之江発電所に1000kWの発電機2基を増設して（うち1基は予備）対応した。
電化工事中の1906年に電灯電力供給事業への進出を決定し、1912年（大正元年）8月から事業を開始した。供給区域はまず泉南郡・泉北郡、次に和歌山県海草郡に広げて行き、1915年（大正4年）8月に鉄道・電力ともにライバル関係にあった阪堺電気軌道を合併して大和川北側の供給区域を継承した。さらに1918年（大正7年）2月に九度山水力発電所を持ち大阪府南部に電力を供給していた和泉水力電気株式会社を合併して、それまで大阪府と和歌山県に二分されていた本線沿線の供給区域を統一した。なお供給した交流電気は当初25ヘルツであったが、1919年（大正8年）に全て60ヘルツに統一した。

### 南海電鉄が使用した発電所の内容
電気鉄道の開業用に南海鉄道が住之江に、合弁した阪堺電気軌道が堺市内に火力発電所を有していた。
住之江発電所
- 開業時の発電設備、稼働は1907年（明治40）年8月から1918年（大正7年）まで[注釈 22]
  - 電鉄用発電機　直流600ボルト　500kW　2台
- 全線電化時の増設分　稼働は1911年（明治44年）10月から1916年（大正5年）まで
  - 発電機　交流25ヘルツ　1000kW　2台
  - 電鉄用回転変流器　400kW　2台　　
  - 供給用変圧器　100kW　2台

堺発電所
- 発電機　交流25ヘルツ　1000kW　2台　稼働は1911年（明治44年）12月から1923年（大正12年）まで
- 電鉄用回転変流器　400kW　2台　稼働は1911年（明治44年）12月から1920年（大正9年）まで
- 供給用変圧器　500kW　4台　稼働は1911年（明治44年）12月から1929年（昭和4年）まで

その後堺発電所は1916年（大正5年）に25ヘルツ1000kWの発電機2台を増設するが、1929年（昭和4年）に発電を終了し変電所となる。
1927年（昭和2年）から運転を開始した堺発電所（2代目）は当時の最新式の機器を設置したが、1939年に日本発送電に出資して南海鉄道から分離された。
- 1927年（昭和2年）7月から稼働した設備
  - ボイラー　ダブルバンクタイプボイラー2台　
  - 発電機　ターボ発電機　60ヘルツ　11,000ボルト　7000kW　3台　うち1台は落雷により1933年（昭和8年）に焼損
- 1927年（昭和2年）11月から稼働した設備
  - ボイラー　ダブルバンクタイプボイラー3台　
  - 発電機　ターボ発電機　60ヘルツ　11,000ボルト　12,500kW　1台　設置時は予備機扱い

その後1935年に10,000kWのターボ発電機を増設し、7,000kW機を予備とした。
また水力発電所として、合弁した和泉水力電気から九度山発電所（出力300kW）と金剛水力電気から水分発電所（出力100kW、1921年（大正10年）廃止）を引き継いだ。

### 大阪高野鉄道を合併
大阪高野鉄道株式会社（後の南海高野線）は1914年（大正3年）から沿線に電灯電力の供給を開始し、従来石油ランプを使っていた沿線の家庭からランプを駆逐していった。1918年（大正7年）には金剛水力電気株式会社を買収して富田林周辺にも供給エリアを拡大したが、1922年（大正11年）に南海鉄道と合併して電力供給事業も統合された。この結果　南海鉄道の電力供給区域は大阪府と和歌山県の3市126町村に広がった。

### 電力供給事業の終了
1927年（昭和2年）に当時最新式火力発電所と言われた上記堺発電所（2代目、出力21,000kW）を建設し、その後も供給エリアの拡大を図ってきたが、1939年（昭和14年）4月の日本発送電株式会社の設立に伴い堺発電所と付帯設備を日本発送電に出資した。さらに1942年（昭和17年）4月には関西配電株式会社に電力供給施設（電鉄用には使っていない変電所設備を含む）や小規模な九度山水力発電所などを出資して、南海鉄道の電力供給事業が終了した。
なお1941年度の総収入3420万円に対し電灯電力の収入は774万円で23%を占めていた

### 配電エリア
南海鉄道の電力供給エリアは、南海本線と高野山線沿いであり、大阪市南部、堺市、岸和田市と、大阪府泉北郡、泉南郡、中河内郡、南河内郡と、和歌山県海草郡、伊都郡の126町村に及んだ。

## 大阪電気軌道
大阪電気軌道株式会社（現在の近畿日本鉄道）は1914年（大正3年）4月30日に大阪上本町と奈良市の間（現在の近鉄大阪線および近鉄奈良線）で電鉄事業を開業した。電車用の電力は大阪の放出に出力1100kWの発電機2基を有する発電所を建設し、余剰能力で販売用の電灯電力を供給した。放出発電所は路線開通の前年に竣工したが、完成直後の1913年（大正2年）8月から大阪府東部の村々に電灯の電気を、10月には動力用の電力の供給を始めた。電力供給事業の開始が路線の開業より先になったのは、路線工事の最大難関である生駒トンネルが難工事で竣工が何か月も遅れたためである。電車の開通後には電力供給区域を奈良県生駒郡に拡大していった。

### 開業時の発電所の内容
大阪電気軌道が開業時に設置した放出発電所の設備は以下の通り。
- ボイラー　パブコック・ウィルコックス社製　水管式ボイラー　4台
- 蒸気機械　ゼネラルエレクトリック社製　ホリゾンタル・カーチス式タービン　1600馬力　2台
- 発電機　ゼネラルエレクトリック社製　交流25ヘルツ　3500ボルト　1100kW　2台
- 供給用変圧器　芝浦製作所製　一次電圧3500ボルト、二次電圧220ボルト　60kW　2台
- 送電用変圧器　ゼネラルエレクトリック社製　一次電圧3500ボルト、二次電圧13,200ボルト　1000kW　2台（電鉄用変電所への送電用）
- 稼働期間　1913年（大正2年）8月　から　1929年（昭和4年）5月

### 配電事業の発展
電車の増発と電力供給の需要の増大によって当初の発電所の能力では不足するようになったので、1919年（大正8年）から宇治川電気から電力の供給を受けるが、その際に電灯電力を当初の25ヘルツ交流から60ヘルツに変更した。その後も営業路線の延長や電灯電力の需要の増大が続き、1929年（昭和4年）には宇治川電気に加えて大同電力と日本電力からの受電を開始し、翌年には子会社の参宮急行電鉄用に東邦電力からの受電を開始した。なお放出発電所は1929年に廃止された。電灯電力による収入は1940年（昭和15年）上期（半年分）には178万円であり、全社収入1190万円の15%に達している。。大阪電気軌道とその関連会社は鉄道路線の延長に積極的であったが、電力を供給したエリアは開業時の奈良線沿線のみに限られていた。

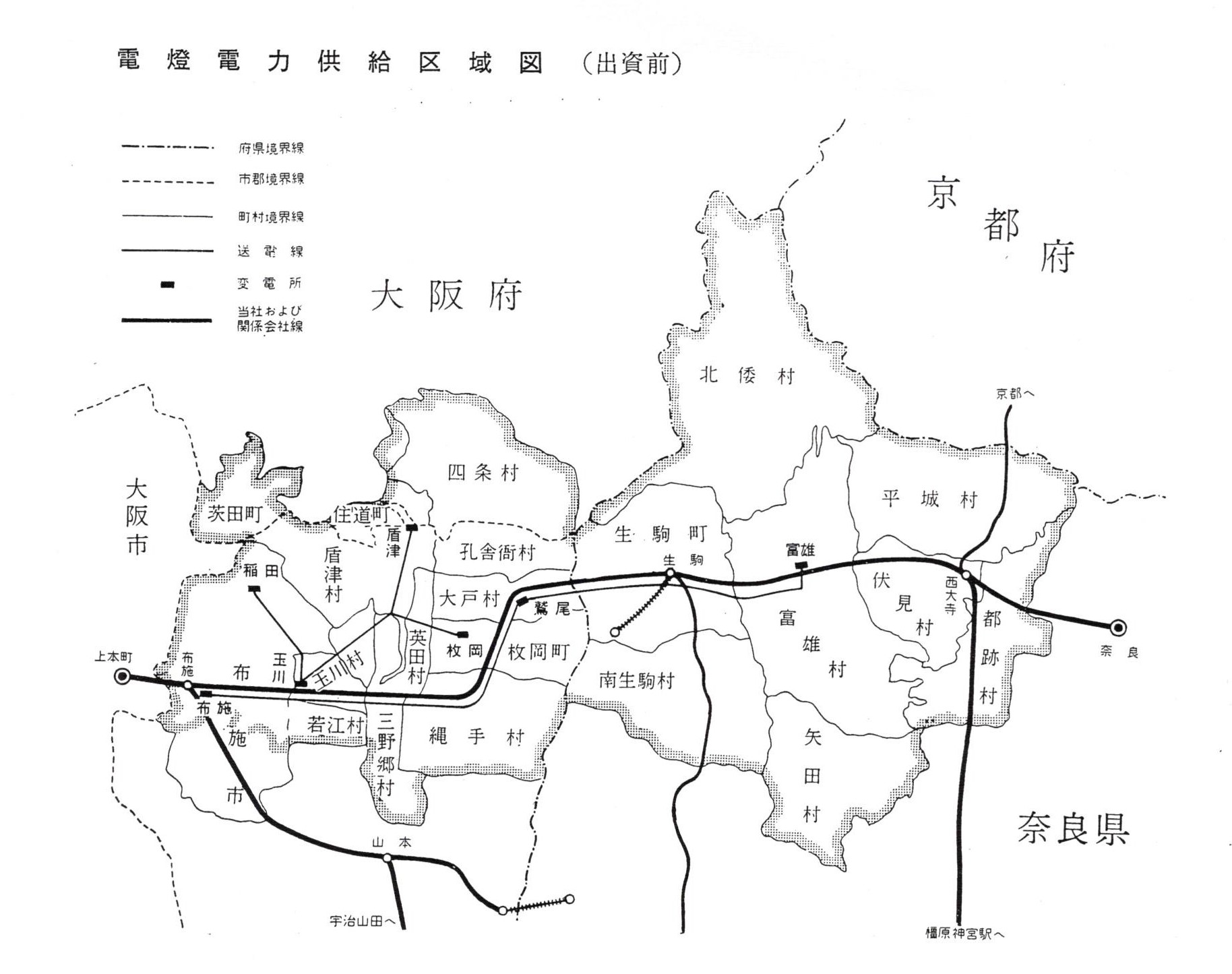
昭和17年に関西急行が電力を供給していたエリア

### 電力供給事業の終了
1939年の日本発送電の設立に際しては自社で発電施設を持っていなかったので影響はなかったが、1942年の関西配電株式会社の設立に際し電力供給施設の供出と人員319名を移籍して電力供給事業は終了した。関西配電への出資価格は1299万200円であった。なおこの前年の1941年（昭和16年）に大阪電気軌道は子会社の参宮急行電鉄と合併して関西急行鉄道に改称している。

### 電気供給エリア
上記のように大阪電気軌道が電気を供給していたエリアは、現在の近鉄奈良線沿線であった。右に昭和17年の分離直前の給電エリアの図を示す。